# Onychopoda
Die Onychopoda stellen eine Ordnung oder Unterordnung der Krallenschwänze (Onychura) und somit innerhalb der Blattfußkrebse (Branchiopoda) dar. Es handelt sich dabei um räuberische Kleinkrebse, die sowohl im Süßwasser als auch im Meer zu finden sind. Während die Meerwasserformen weltweit vorkommen, beschränken sich die Süßwasserformen auf die nördliche Erdhalbkugel (Holarktis) mit einer besonders hohen Artendichte im Bereich des Kaspischen Meeres.

## Bau der Onychopoda
Die Onychopoda erreichen eine maximale Körperlänge von etwa 12 Millimetern, wobei der ziemlich lange Schwanzanhang einen großen Teil dieser Körperlänge ausmacht. Die meisten Arten erreichen allerdings nur etwa 2 Millimeter Körperlänge. Der Kopf und der Thorax sind relativ kurz und gedrungen, der Hinterleib kann ebenfalls kurz und ungegliedert sein. Bei vielen Arten ist er jedoch gestreckt und geht in einen langen Schwanzanhang (Caudalanhang) mit einer Schwanzgabel (Furca) über. Der für die Krallenschwänze eigentlich typische Panzer (Carapax) bildet bei den Onychopoda ähnlich wie bei dem Glaskrebschen (Leptodora kindtii) nur noch einen Brutbeutel, der allerdings deutlich ausgeprägter als bei der letztgenannten Art ist.
Die 1. Antenne ist kurz und röhrenförmig, die 2. Antennen stellen große zweiästige Schwimmbeine mit Schwimmborsten dar. Die 1. Maxille ist deutlich rückgebildet, die 2. Maxille fehlt vollständig. Der Rumpf ist so ausgebildet, dass die vier Paar Thoraxbeine nach vorn ragen. Mit diesen Greifbeinen kann Beute gepackt und zu den Mundwerkzeugen geführt werden. Am Vorderende des Kopfes liegt ein einzelnes, sehr großes Facettenauge.

## Fortpflanzung und Entwicklung
Die Fortpflanzung der Onychopoda ist vorwiegend parthenogenetisch, wobei sich die Jungtiere im Brutsack des Weibchens entwickeln. Im Laufe des Jahreszyklus kommt es auch zur sexuellen Vermehrung, bei der meist nur zwei dotterreiche Dauereier entstehen, welche frei ins Wasser abgegeben werden. Die parthenogenetisch entstandenen Eier sind demgegenüber klein und mit wenig Dotter ausgestattet, sie werden vor allem über eine Nährflüssigkeit aus einem speziellen Gewebe im Brutsack versorgt.

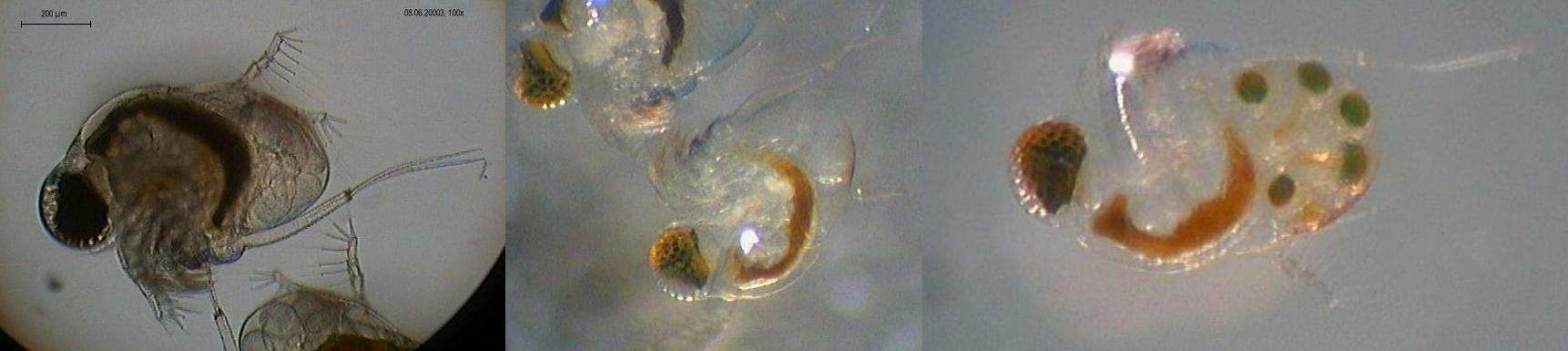
Polyphemus pediculus

## Systematik der Onychopoda
Die Onychopoda wurden früher gemeinsam mit den Haplopoda (einziger Vertreter ist das Glaskrebschen), den Ctenopoda und den Anomopoda als Wasserflöhe (Cladocera) zusammengefasst, diese Gruppe stellt jedoch wahrscheinlich keine natürliche Einheit dar. Die tatsächliche Zuordnung im System der Krallenschwänze ist umstritten.
Die mitteleuropäischen Vertreter gehören vollständig der Familie Polyphemidae an und lassen sich dort in mehrere Gattungen aufteilen:
- Evadne; marine Arten, beispielsweise Evadne nordmanni
- Podon
- Pleopis; ehemals zu den Podon-Arten gezählt, etwa Pleopis polyphemoides
- Polyphemus, heimisch nur Polyphemus pediculus
- Bythotrephes; unter anderem Bytothrephes longmanus